# Codex (Warhammer 40.000)
Un codex è un libro su Warhammer 40.000 che descrive background, regole speciali, informazioni sulle miniature, sulle tattiche di gioco e su come dipingere i modellini di un particolare esercito. 
I codex sono manuali fondamentali per giocare a Warhammer 40.000 (oppure a Warhammer classico), in quanto senza il codex il giocatore non sa quali siano le informazioni necessarie per giocare ogni modello (come per esempio il costo in punti, l'attacco, il movimento ecc.). C'è un codex per ogni esercito di Warhammer Classic e uno per ogni esercito di Warhammer 40.000. Del codex generalmente ci sono 2 o 3 versioni in quanto a seconda delle edizioni del gioco le regole/abilità speciali di uno o più personaggi possono variare, e quindi per informare tutti i giocatori che giocano quel particolare esercito è necessario distribuire un'altra edizione del codex, rendendo le regole/abilità speciali presenti nella versione vecchia non più utilizzabili. Il codex non va confuso con il Regolamento Ufficiale di Warhammer, che dispendia le regole generali del gioco.